# Etrocorema hochii
Etrocorema hochii är en bäcksländeart som först beskrevs av Wu, C.F. 1938.  Etrocorema hochii ingår i släktet Etrocorema och familjen jättebäcksländor. Inga underarter finns listade i Catalogue of Life.